# Gymnocolea
Gymnocolea (deutsch Nacktkelchmoos) ist eine Gattung von beblätterten Lebermoosen aus der Ordnung Lophoziales.

## Merkmale
Die Pflanzen sind meist dunkelgrün oder schwärzlich, die Stämmchen nicht oder wenig verzweigt. Die Verzweigungen sind meist seitlich, selten ventral. Die Blätter sind zweilappig und am Stämmchen schräg angewachsen. Unterblätter fehlen gewöhnlich. Die Geschlechterverteilung ist diözisch. Weibliche Hüllblätter sind ähnlich den Flankenblättern, teilweise kleiner als diese. Das Perianth ist keulen- bis birnenförmig und faltenlos, die Mündung verengt und gezähnt. Brutkörper, wenn vorhanden, sind ein- bis zweizellig und drei- bis fünfeckig.

## Systematik
Gegenüber der oben angeführten systematischen Stellung nach Frey, Fischer, Stech (2008) wird die Gattung Gymnocolea nach neueren Publikationen (unter anderen Söderström, 2016) in die Familie Anastrophyllaceae innerhalb der Ordnung Jungermanniales und der Klasse Jungermanniopsida gestellt.
Die 3 auch in Europa vorkommende Arten sind:
- Gymnocolea borealis
- Gymnocolea fascinifera
- Gymnocolea inflata, subsp. inflata und subsp. acutiloba